# ウィリアム・J・フィールズ
ウィリアム・ジェイソン・フィールズ（英: William Jason Fields、1874年12月29日 - 1954年10月21日）は、アメリカ合衆国の政治家、弁護士であり、1911年から1923年にケンタッキー州第9選挙区選出アメリカ合衆国下院議員を務めた後、第41代ケンタッキー州知事を務めた。「オネスト・ビル」(正直者のビル）とも呼ばれた。
若い時にケンタッキー州議会議員選挙に出馬して落選し、落胆はしたが、アシュランド市の雑貨店で職を得て、州内を歩き回ることができ、選挙区の多くの人々と会うことができた。1911年、その第9選挙区からアメリカ合衆国下院議員に当選した。民主党員でその選挙区で当選したのは20年ぶりのことだった。その後も連続7期当選し、第一次世界大戦中の下院軍事委員会の幹部議員となった。1923年、ケンタッキー州知事選挙の投票日まで2か月となった時に民主党候補のJ・キャンベル・カントリルが急死し、民主党中央委員会はカントリルの代役にフィールズを選んだ。選挙運動では本質的な討論よりも名前の連呼が優先され、強力なジョッキークラブの政治的同盟を得て、投票日には共和党候補、州検事総長チャールズ・I・ドーソンに大勝した。
知事となって最初の議会会期は、党内との内部抗争に明け暮れることになった。その政策が元州知事J・C・W・ベッカム、「ルイビル・クーリエ・ジャーナル」出版者のロバーツ・ワース・ビンガム、政治ボスのパーシー・ヘイリーが率いる党内派閥に反対された。1924年の議会で州内高規格道路の建設に7,500万米ドルの州債発行で充てる法案にフィールズが署名して成立したが、同年11月の住民投票では否決された。州知事としての業績には、この道路建設計画に資するガソリン税の増税、州政府官僚組織の再編成、カンバーランド滝を工業開発から救って保存したことがあった。しかし、党内派閥を統一させることはなかった。フィールズの政敵がフィールズの縁故主義と、恩赦権の乱用を批判し、1927年の州知事選挙では共和党のフレム・サンプソンに民主党の後継者が敗れた。知事の任期が明けた後に元のアメリカ合衆国下院議員に戻ろうとしたが、ならなかった。3代後のA・B・"ハッピー"・チャンドラー知事から労働者災害保証委員会の委員に指名された。公職から引退した後は法律実務を行い、不動産業者も行っていたが、1954年10月21日に死んだ。

## 初期の経歴
ウィリアム・ジェイソン・フィールズは1874年12月29日に、ケンタッキー州カーター郡のウィラードで生まれた。父はクリストファー・C・フィールズ、母はアリス（旧姓ラッカー）であり、その12人の子供の4番目だった。地元の公立学校で教育を受けた後にケンタッキー大学に入学した。オリーブヒルで不動産業を始め、農業にも携わった。また独学で法律を勉強した。
1893年10月10日、フィールズはドーラ・マクダビッドと結婚した。この夫婦には6人の子供が生まれた。21歳の時にはカーター郡の警官に選出されたが、その3年後にケンタッキー州議会議員に立候補したときは落選した。この落選後はアシュランド市の雑貨店で職を得て、州内を自由に歩き回ることができ、選挙区の多くの人々と会うことができた。これでさらに高い役職を目指せる下地ができた。

## アメリカ合衆国下院議員
1910年、フィールズは「オリーブヒルの正直ビル」という綽名で民主党からケンタッキー州第9選挙区に出馬し、アメリカ合衆国下院議員に僅差で当選した。この選挙区では20年ぶりの民主党議員だった。その後6回の連続した選挙でも再選され、通算7期を務めた。下院軍事委員会の委員を務め、この委員会では民主党の幹部議員となり、第一次世界大戦のときはアメリカ軍への予算割り当てを統制した小委員会の幹部議員となった。
1923年9月、民主党州知事候補だったJ・キャンベル・カントリルが急死し、党は候補者不在の状態になった。予備選挙で敗れていたアルバン・W・バークリーは既に1926年に予定されるアメリカ合衆国上院議員選挙に出馬すると決めていたのか、州知事候補になることを断った。民主党中央委員会はカントリルの代役にフィールズを選んだ。

## ケンタッキー州知事
選挙戦にはあまり関心が生まれず、直ぐに名前の連呼に変わった。共和党の対抗馬で州検事総長のチャールズ・I・ドーソンは、フィールズのお決まりの選挙スローガンを嘲り、「どの質問にも答えず、決して意思を表さない、オリーブヒルのかわしのビル」と呼んだ。ドーソンは共和党員になる前に民主党員だった時期があったので、フィールズは「変わり身のチャーリー」と呼んで応戦した。フィールズは、ルイビルの銀行家ジェイムズ・B・ブラウン、アメリカ合衆国上院議員オーガスタス・スタンレー、レキシントンの陰の実力者ビリー・クレアなど政治ボス達の強力な後ろ盾を確保した。これら3人は、州内、特に競馬場でパリミュチュエル方式の賭け事を保存することに注力していたジョッキークラブの指導者だった。現職州知事エドウィン・P・モローに対する不満もフィールズの選挙運動に加勢となり、選挙の投票結果では、フィールズ356,035票、ドーソン306,277票となった。民主党としてはケンタッキー州知事選挙で最大級の勝利となった。フィールズは知事就任のためにアメリカ合衆国下院議員を辞職した。
フィールズは予備選挙ではなく党の中央員会から指名されたこともあって、既に軽く見られており、その個人的な好みもの幾つかのためにさらに立場を弱めることになった。フィールズは敬虔なメソジストであり、禁酒法には賛成だったので、知事公舎ではダンスと飲酒を禁じた。就任舞踏会を公舎から舞踏が許されていた州会議事堂ロタンダに移したが、フィールズもその夫人も出席しなかった。フィールズの倹約癖は公舎芝生で牛乳用牝牛を飼うことまでになり、都会派市民の失笑を買った。

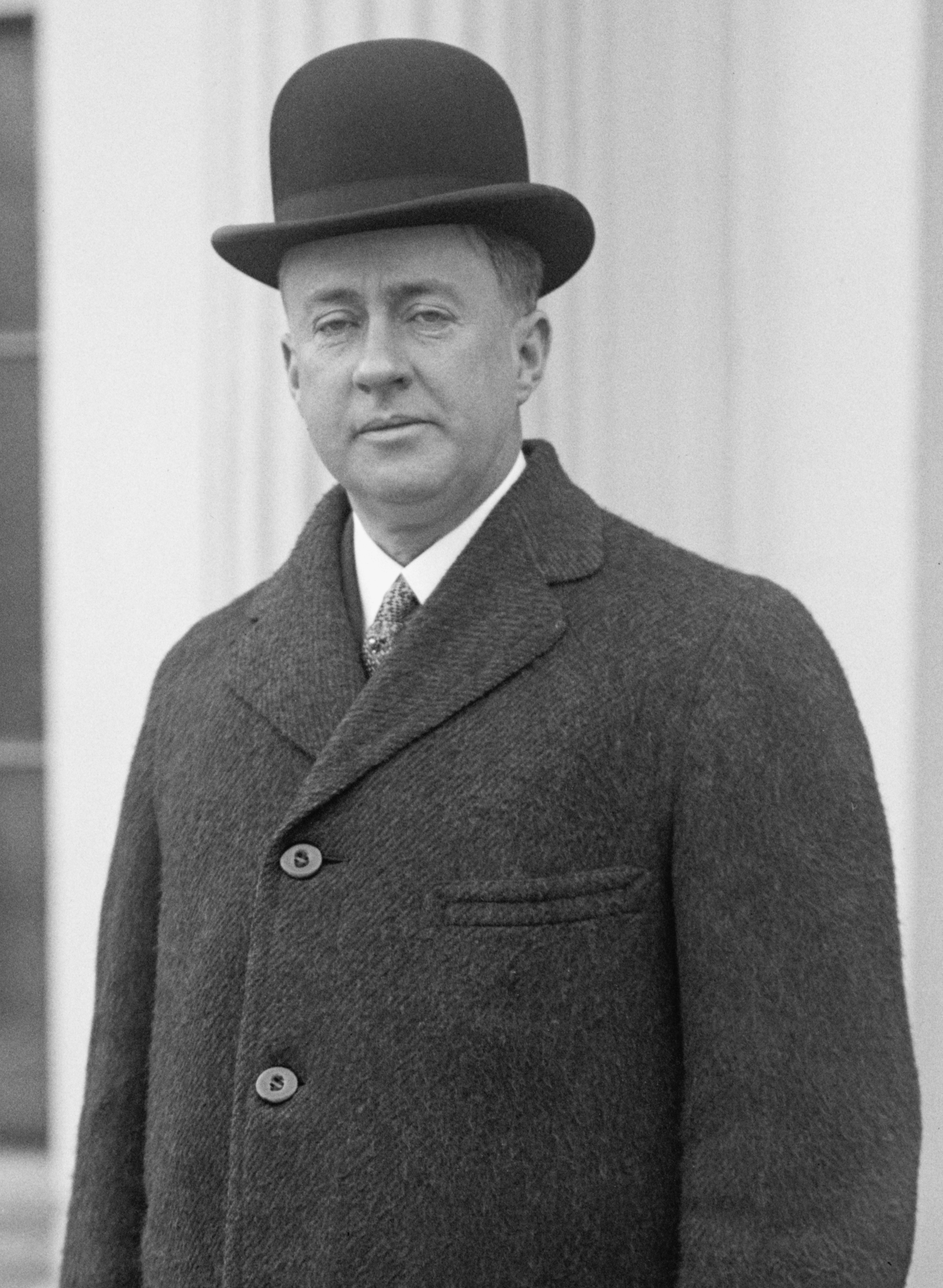
J・C・W・ベッカム、フィールズが知事であった間に、反対する党内派閥を率いた

1924年にフィールズが州議会に対して行った演説では、パデューカで黒人のための実業学校を設立すること、マレーとモアヘッドで師範学校を企画し開発すること、ガソリン税をガロン当たり3セント値上げすること、州内高規格道路整備のために7,500万米ドルの州債を発行することなど、大望ある提案が含まれていた。党内の不満を抱いた派閥は元知事のJ・C・W・ベッカム、政治ボスのパーシー・ヘイリー、「ルイビル・クーリエ・ジャーナル」出版者のロバーツ・ワース・ビンガムが率いており、フィールズの提案、特に州債の発行について強い反対の声を上げた。共和党のモーリス・ガルビンが率いる融合派と、危険な「二党連合」をフィールズが支持していると言って非難した。
派閥間の緊張関係は1924年に議会が招集されるや直ぐに燃え上がった。州内でパリミュチュエル方式を違法化する法案は下院を通過したが、上院で否決された。議会での次の焦点は慈善矯正委員会の長をなくし、知事にその委員会の構成に関する大きな権限を与える法案だった。この法案も僅差で否決された。禁酒法の反対者であるアメリカ合衆国上院議員のスタンレーが1924年に再選を求めたとき、フィールズとその同盟者はスタンレーを支持せず、結果は共和党のフレデリック・M・サケットが当選して、州選出上院議員2議席を共和党が初めて独占することになった。
議会の大きな問題は、フィールズが大型の州債を要求したことだった。フィールズはこの債券の反対者と討論を行い、その内容がビンガムの「ルイビル・クーリエ・ジャーナル」さらにはジェイムズ・B・ブラウンが所有する「ルイビル・ヘラルド」や「ルイビル・ポスト」にも掲載された。最終的にこの問題は議会の承認を得て、フィールズの大きな勝利と考えられた。しかし、州債発行については州内有権者の承認を得る必要があった。「ルイビル・クーリエ・ジャーナル」はこの問題に対する戦いを継続し、一方デシェイ・ブレッキンリッジの「レキシントン・ヘラルド」はそれに賛成するようになった。フィールズは10週間にわたって州内を隈なく歩き、この問題への賛成を訴えたが、住民投票の結果は9万票という大差で否決された。
フィールズは州債問題で敗れても挫けず、1926年の州議会にはさらなる提案を持って戻って来た。その中には州内高規格道路体系建設に必要な資金を揚げるために、さらなるガソリン税増税の提案もあった。1926年の会期では、ガソリン税増税や州政府再編成案など前会期よりも多くの議案を成立させた。この再編成で作られた組織の中には州購買委員会とバス交通省の創設も含まれていた。フィールズの下でバスの人種差別撤廃について第一段階を実行した。
フィールズはカンバーランド滝における水力発電設備の開発計画に反対した。この開発を阻止するために、T・コールマン・デュポンが滝周りの資産を購入し、それを州に寄付する提案を認めた。その生まれ故郷ではカーター洞穴州立リゾート公園の創設を提案した。
フィールズの政敵がフィールズを汚職で告発し、余りに多くの恩赦を発行していると批判した。長男を州試験官に、政治支持者のジェイムズ・ブラウンを税務委員に、その他親戚や政治支持者を州政府の低級官僚に指名したことでも批判された。党は1926年にアルバン・W・バークリーのアメリカ合衆国上院議員立候補を強く支持したが、フィールズとその同盟者は1927年州知事選挙でJ・C・W・ベッカムを支持せず、知事は共和党のフレム・サンプソンに奪われた。

## 後年と死
フィールズは知事の任期を終えた後、1927年にオリーブヒルに戻って、法廷弁護士として認められた。1930年に政界復帰の機会と感じ取り、以前のアメリカ合衆国下院議員に再挑戦する意思を表明した。その議席は当時共和党のエルバ・R・ケンドールが占めていた。ケンドールは1928年にフィールズの後継者だったフレデリック・ヴィンソンを破って当選していた。この年、共和党はアメリカ合衆国大統領選挙でハーバート・フーヴァーが大勝した余勢を駆り、ケンタッキー州でも11議席のうち9議席を取っていた。民主党は伝統的に強い西部の2議席のみを確保していた。

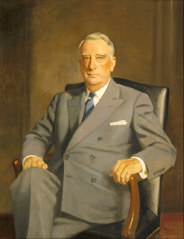
フレデリック・ヴィンソン、フィールズの同盟者で、アメリカ合衆国下院議員の後継者、1930年と1934年は対抗者になった。後にアメリカ合衆国財務長官とアメリカ合衆国最高裁判所長官を務めた

ヴィンソンはかつての同盟者の横には立たず、1930年8月の民主党予備選挙では63%対21%という大差でフィールズを破って候補指名された。ちなみに第3位はW・C・ハミルトンの16%だった。選挙でもヴィンソンはケンドールに雪辱した。
1932年、フィールズはケンタッキー州第37区地方検事に選出され、1935年まで務めた。1934年、再度アメリカ合衆国下院議員を目指してヴィンソンに挑戦した。この年は第9区が第8区に変わっていた。フィールズはこの時も68%対32%という大差で敗北した。しかし、1936年、A・B・"ハッピー"・チャンドラー知事から、州労働者災害補償委員会委員に指名された。この職は共和党のシメオン・S・ウィリスが選出されるまで続けた。
フィールズは1944年8月8日に公職から引退した。1940年から1945年、保険代理店を共同所有した。短期間フロリダ州に移転した後にオリーブヒルに戻り、農業と法律実務を続けた。1954年10月21日にケンタッキー州グレイソンで死亡し、オリーブヒル墓地に埋葬された。

## 関連図書
- Hughes, Paul (1950年7月2日). “William J. Fields”. Courier-Journal Magazine

| アメリカ合衆国下院         | アメリカ合衆国下院                                         | アメリカ合衆国下院            |
| -------------------------- | ---------------------------------------------------------- | ----------------------------- |
| 先代 ジョセフ・B・ベネット | ケンタッキー州選出下院議員 ケンタッキー州9区 1911年-1923年 | 次代 フレデリック・ヴィンソン |
| 公職                       |                                                            |                               |
| 先代 エドウィン・P・モロー | ケンタッキー州知事 1923年–1927年                           | 次代 フレム・サンプソン       |